# 尤利乌斯·伊瓦森
尤利乌斯·戈特利布·伊瓦森（俄語： Юлий Богданович Иверсен，1823年4月5日—1900年4月13日）是一位俄罗斯帝國勋章学家。
伊瓦森是波罗的海德意志人，曾于1842至1846 年间在多尔帕特大学学习。1850年，他前往圣彼得堡。
1851至1885年间，伊瓦森在聖公宗和加尔文宗教会学校教授古代语言。1855至1880年间，他还曾在圣彼得学校教授希腊语和拉丁文。
1879年，伊瓦森前往埃尔米塔日博物馆任職。